# St. Peter (Ergolding)

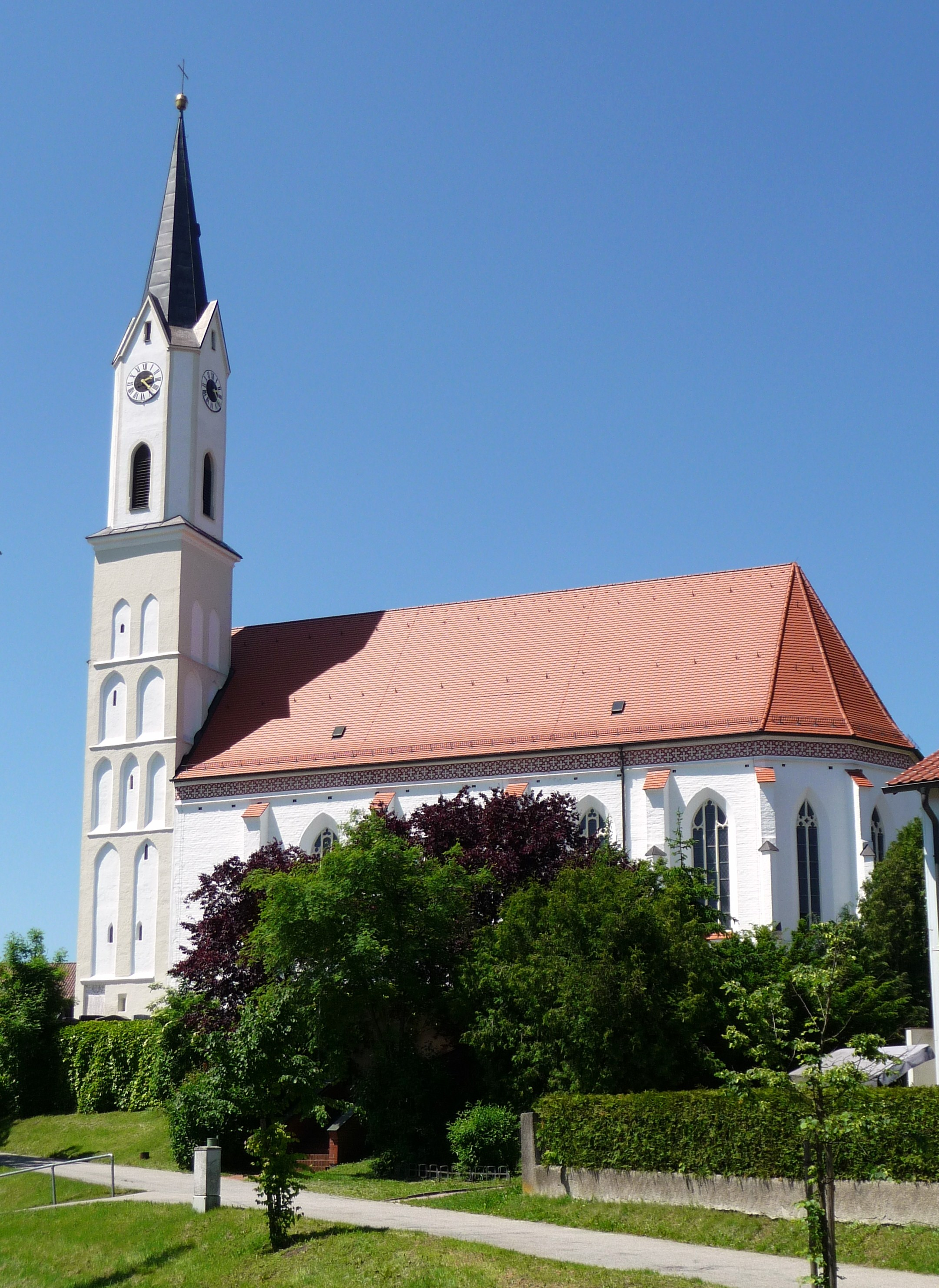
Außenansicht der Kirche St. Peter

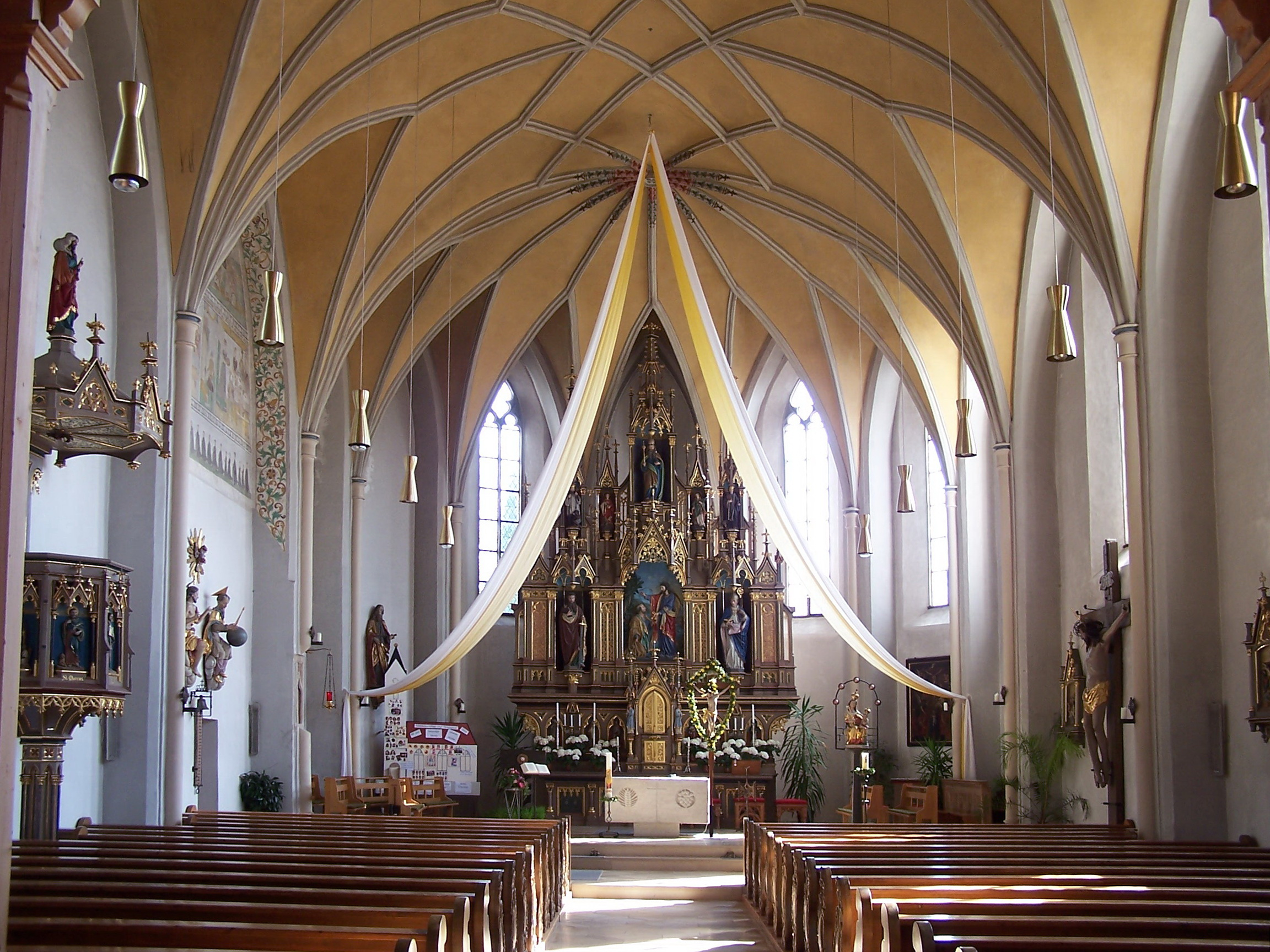
Innenansicht

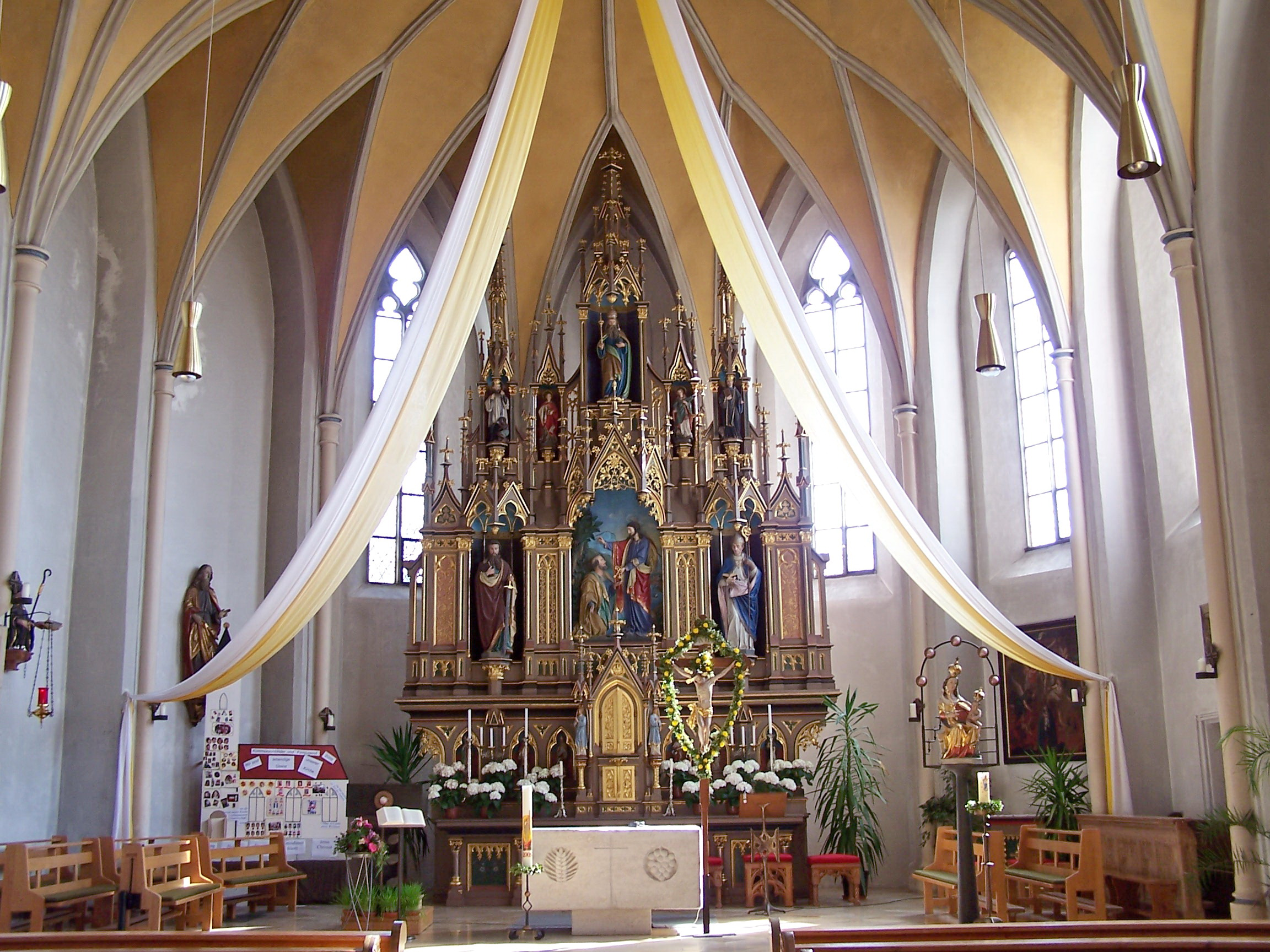
Chorraum

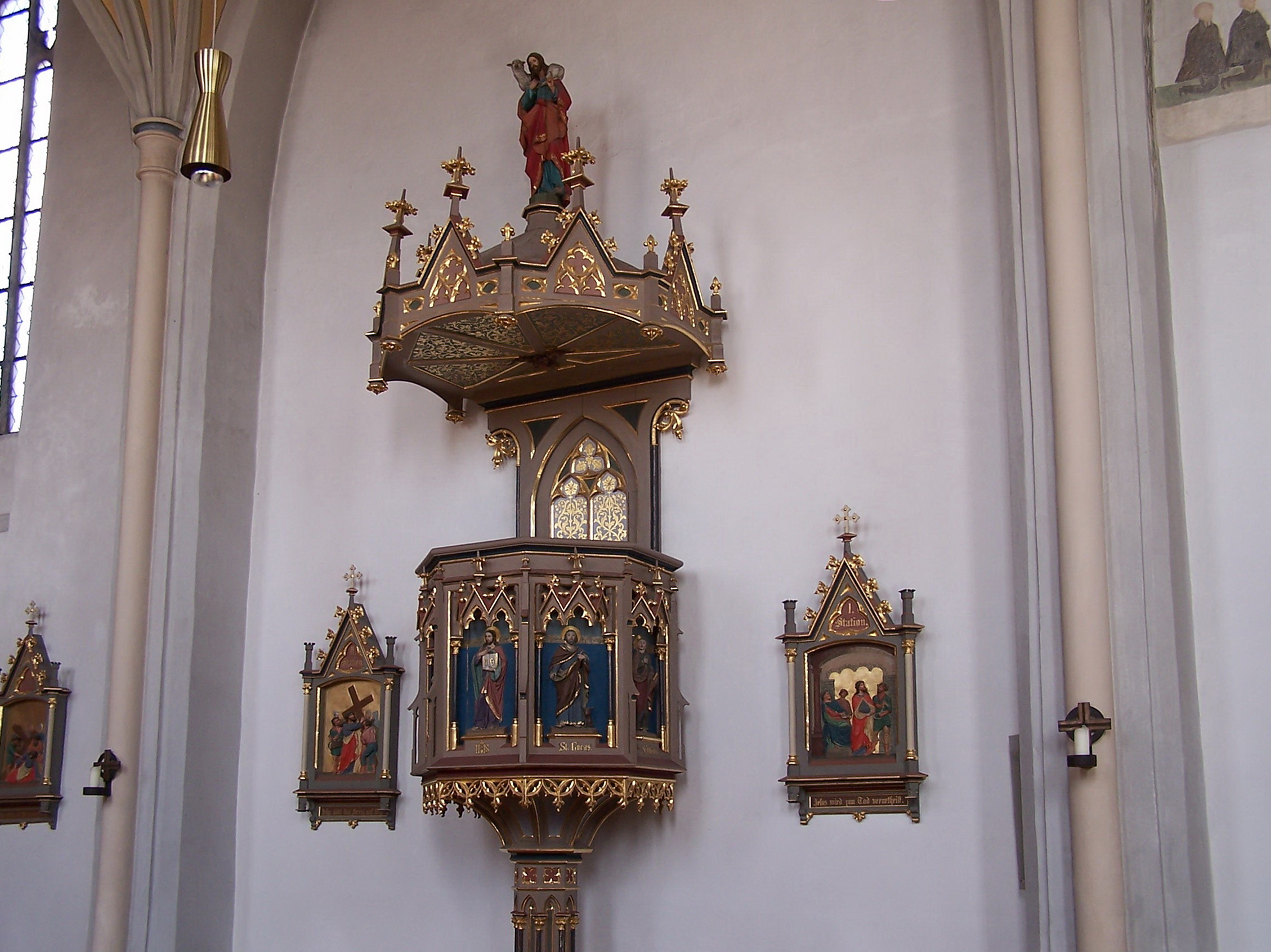
Kanzel

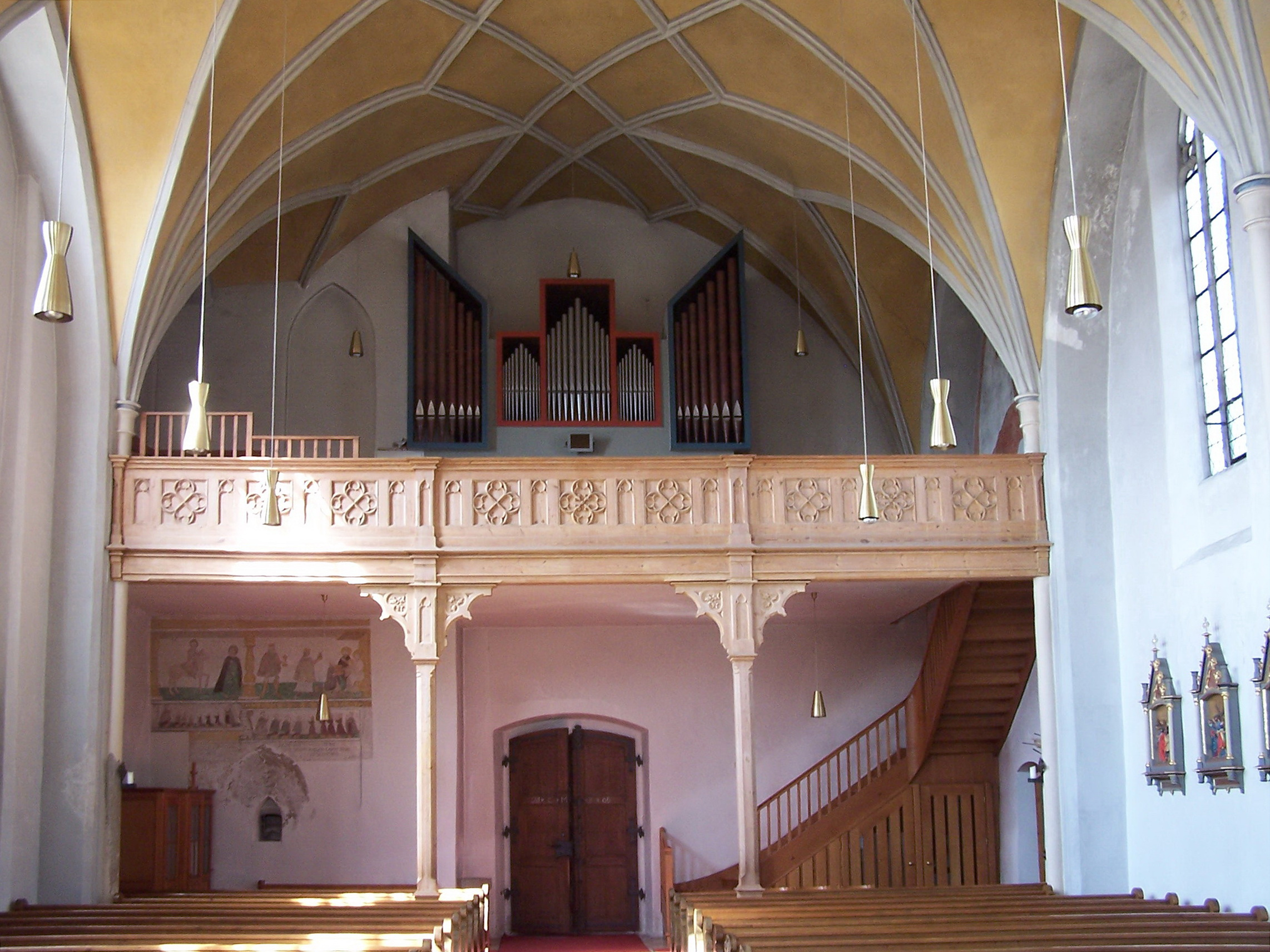
Westempore mit Orgel

Die römisch-katholische Filialkirche St. Peter (auch: Peterskirche) in Ergolding, einem Markt im niederbayerischen Landkreis Landshut, ist eine im Kern spätgotische Anlage mit überwiegend neugotischer Ausstattung, die dem Bistum Regensburg zugeordnet. Das Gotteshaus ist als Baudenkmal mit der Nummer D-2-74-126-4 beim Bayerischen Landesamt für Denkmalpflege eingetragen. St. Peter ist die größte Kirche der Pfarrei Mariä Heimsuchung in Ergolding, weswegen hier die Hauptgottesdienste stattfinden. Rund um die Kirche erstreckt sich der größte Friedhof der Marktgemeinde Ergolding.

## Geschichte
Bereits im 9. Jahrhundert ist in Ergolding eine Grundherrschaft des Bischofs von Regensburg nachgewiesen. Dem damaligen Königsgut wurde 914 unter der Herrschaft des Königs Konrad I. eine Kapelle gestiftet, die möglicherweise später in den Vorgängerbau der Peterskirche umgewandelt wurde. Im 11. Jahrhundert wurde Ergolding durch Grenzziehung in zwei verschiedene Diözesen aufgeteilt. So entstanden die beiden Pfarrkirchen, die Peterskirche für das Bistum Regensburg und die Frauenkirche (Mariä Heimsuchung) für das Bistum Freising. Als 1157 die Bistumsgrenze an die Isar verlegt wurde, wurde die Peterskirche zur alleinigen Pfarrkirche erhoben. Dieser Zustand währte mindestens bis mindestens 1665. Die Pfarrrechte wurden wohl erst im Zuge der Barockisierung der Frauenkirche im 18. Jahrhundert auf diese übertragen.
Das heutige, spätgotische Kirchengebäude gilt als der bedeutendste einschiffige Bau der Landshuter Bauhütte. Es stammt aus dem ausgehenden 15. Jahrhundert, wobei der Kirchturm vom Vorgängerbau übernommen wurde. Ein genaues Baujahr ist nicht bekannt. Als Baumeister gilt Hans Lauffer, der auch beim Bau der Landshuter Martinskirche mitgewirkt haben soll. Im Jahr 1630 wurden von dem Maurermeister Georg Reinhard aus Mainburg Baureparaturen durchgeführt. Die ursprünglich gotische Ausstattung wurde um 1730 barockisiert. Außerdem setzte der Baumeister Johann Georg Hirschstötter im Jahr 1729 dem Turm eine Welsche Haube auf. Weitere Renovierungsmaßnahmen führten 1784 der Maurermeister Josef Dirlinger aus Rottenburg und 1800 der Hofmaurermeister Joseph Hacker aus Landshut durch. Im 19. Jahrhundert erhielt das Gotteshaus seine jetzige neugotische Ausstattung und der Turm sein neugotisches Pyramidendach.
Bei einer Renovierung in den 1950er-Jahren wurden die Seitenaltäre und die Kreuzwegtafeln entfernt, da die neugotische Ausstattung nicht als schützenswert angesehen wurde. Bei der nächsten Renovierung in den Jahren 1985/86 wurde der vor der Zerstörung bewahrte Kreuzweg wieder aufgehängt und der Hochaltar erhielt seine ursprüngliche Farbgebung zurück. In der Mitte des Altarraumes stellte man einen neuen Volksaltar des Landshuter Bildhauers Karl Reidel auf. Außerdem wurden eine Vorhalle vor dem Kirchenportal auf der Westseite sowie eine Sakristei mit einem separaten Raum für die Ministranten auf der Nordseite angebaut. Die an der Nordseite der Kirche früher vorhandene Kapelle mit Lourdesgrotte und die südliche angebaute Sakristei waren unmittelbar zuvor abgebrochen worden. In den Jahren 2017/18 wurde eine dringend notwendige statisch-konstruktive Sanierung der Peterskirche durchgeführt. Dabei erfolgte auch eine Restaurierung und teilweise Neugestaltung der Ausstattung.

## Beschreibung

### Architektur
Die vollständig verputzte spätgotische Saalkirche mit nicht ausgeschiedenem Chor umfasst vier Joche und schließt in sieben Seiten des Zwölfecks. Das Äußere wird durch insgesamt fünfzehn, je zweimal abgesetzte Strebepfeiler gegliedert, wobei der mittlere Absatz übereck gestellt ist. Das Chor ist ferner durch Kaffgesims gegliedert. Außerdem umläuft den Bau ein spätgotischer Dachfries, der als typisch für die Landshuter Bauhütte gilt. Die Spitzbogenfenster weisen spätgotisches Maßwerk aus Sandstein auf, das im Chorschluss zweibahnig, im übrigen Kirchenschiff dreibahnig ausgeführt ist.
Der Turm, südseitig am hinteren Ende des Kirchenschiffs angebaut und leicht in dieses hineinragend, besitzt einen quadratischen Unterbau mit fünf verschieden hohen Geschossen, der von Spitzbogenblenden und angedeutete Gesimsen gegliedert wird. Der oktogonale Aufsatz mit Spitzhelm ist neugotisch.

### Innenraum
Der Zugang zum Kircheninneren erfolgt durch ein Portal mit segmentbogigem Sturz auf der Westseite, das bei der Renovierung in den 1980er Jahren mit einer Vorhalle versehen wurde. Der bronzene Türknauf ist als stilisierter Petrusschlüssel gestaltet, was auf das Patrozinium der Kirche verweist. Das ehemalige Südportal, das im westlichen Joch des Kirchenschiffs zu finden war, wurde vermauert. Das gegenüberliegende Nordportal ist dagegen noch benutzbar. Die Innenmaße der Peterskirche betragen 31,00 Meter in der Länge und 11,70 Meter in der Breite. Der aufgrund der großzügigen Maßwerkfenster lichtdurchflutete Kirchenraum wird von einem durchgehenden Netzgewölbe ohne Schlusssteine überspannt. Die birnstabförmigen Rippen entspringen aus rechteckigen, gefasten Pilastern, welche über halbrunde Dienste mit neugotischen Kapitellen verfügen. Die spitzen Schildbögen enthalten auf der Nordseite mit Ausnahme des zweiten Jochs von Westen keine Fensteröffnungen. Im westlichen Joch ist eine Orgelempore eingezogen, die auf zwei rechteckigen, gefasten Holzstützen ruht. Diese ist im neugotischen Stil ausgeführt. Die ebenfalls hölzerne Brüstung ist mit Spitzbogenblenden und Vierpass-Motiven verziert.

## Ausstattung
Wesentliche Bestandteile der Kirchenausstattung – der Hochaltar, die inzwischen entfernten Seitenaltäre und die Kanzel – sind im neugotischen Stil ausgeführt und wurden im Jahr 1887 vom Atelier für kirchliche Kunst W. Stoiber aus Landau an der Isar gefertigt.

### Hochaltar
Als Mittelpunkt des Gotteshauses wirkt der dreistufige Hochaltar mit seinen zahlreichen Heiligenfiguren, die stilecht aus Lindenholz gefertigt sind. Mittig oberhalb des von zahlreichen kleineren Figuren flankierten Tabernakels ist die Schlüsselübergabe an Petrus, den Kirchenpatron, dargestellt. Seitlich dieser Szene finden sich beinahe lebensgroße Figuren des heiligen Paulus (links) und des Bistumsheiligen Wolfgang (rechts). Auf der obersten Stufe befindet sich zentral und leicht erhöht eine Figur von Gott Vater mit Zepter und Weltkugel als Insignien. Diese wird flankiert von etwa 90 Zentimeter hohen Figuren der Heiligen Leonhard, Franz Xaver, Margarethe und Katharina. Die beiden letztgenannten Figuren stammen aus der Entstehungszeit der Kirche und waren Teil der ursprünglichen Ausstattung.

### Kanzel
Die neugotische Kanzel besitzt einen polygonalen Kanzelkorb, der fünf Halbreliefs geschmückt wird: An der Stirnseite – der Gemeinde zugewandt – hält der Heiland ein offenes Buch mit den beiden griechischen Buchstaben Alpha und Omega. Diese Darstellung wird flankiert von den vier Evangelisten mit ihren Attributen. Auf dem ebenfalls polygonalen Schalldeckel steht der Gute Hirte.

### Fresken
Außerdem verfügt die Kirche über mehrere, zum Teil gut restaurierte Fresken aus dem 16. Jahrhundert. Das dreieckförmige Wandfresko im ersten Nordjoch zwischen Chor und Langhaus zeigt von unten nach oben eine zwanzigköpfige Stiftergruppe, Szenen aus dem Leben Johannes des Täufers, die Auferstehung Jesu Christi sowie Gott Vater und den Heiligen Geist. An der Westwand südlich des Haupteingangs befinden sich zwei Fresken mit Darstellungen der Heiligen Drei Könige und der Flucht nach Ägypten, die laut Inschrift im Jahr 1576 entstanden sind. Wahrscheinlich gilt dieses Entstehungsjahr auch für das erstgenannte Fresko. Bei der Kirchenrenovierung 1985/86 wurde außerdem ein Fresko des heiligen Christophorus mit dem Jesuskind am Aufgang zur Empore freigelegt.

### Übrige Ausstattung
Im nördlichen Pfeiler zwischen Chor und Langhaus befindet sich ein gotisches Sakramentshäuschen. Etwa gegenüber schmückt ein gotisches Kruzifix mit überlebensgroßem Korpus das erste Joch auf der Südseite. Auch die Schnitzfiguren „Maria mit dem Kind“ (um 1460) und „Christus erteilt den Segen“ (um 1500) stammen noch von der ursprünglichen, gotischen Ausstattung. Die erstgenannte Madonnenfigur auf einem Bronzesockel wurde von Karl Reidel in einen Rosenkranz mit Halbedelsteinen gefasst. Von dem Landshuter Bildhauer stammen auch der moderne Steinaltar (→ Petrus der Felsen, auf den Christus seine Kirche baut) und der Ambo aus Gussbronze.
Unterhalb des erstgenannten Freskos befindet sich eine barocke Figurengruppe der Heiligen Dreifaltigkeit. Diese zierte früher den Auszug des barocken Hochaltares in der Oberglaimer Pfarrkirche, der Ende des 19. Jahrhunderts abgebaut wurde. In der Anordnung der Figuren spiegelt sich das Dreifaltigkeitssymbol, ein gleichseitiges Dreieck, wider: unten Gott Vater und Jesus Christus auf Wolken schwebend, darüber der Heilige Geist in Gestalt einer Taube. Neben dem Nordportal befindet sich eine weitere Barockfigur aus dem 18. Jahrhundert, welche das Martyrium des heiligen Sebastian darstellt. Außerdem haben sich barocke Stuhlwangen mit Akanthusschnitzwerk aus der Zeit um 1700 erhalten.

### Orgel
Die Orgel der Peterskirche wurde um 1972 von Reinhard Weise aus Plattling erbaut. Die Ansteuerung der Orgelpfeifen erfolgt über mechanische Schleifladen. Die Orgel umfasst zwölf Register auf zwei Manualen und Pedal. Die Disposition lautet wie folgt:
| I Manual C–g3 |                 |       |
| 1.            | Holzgedackt     | 8′    |
| 2.            | Harfpfeife      | 8′    |
| 3.            | Principal       | 4′    |
| 4.            | Sesquialtera II | 2 ⁄3′ |
| 5.            | Mixtur IV–V     | 2′    |

| II Manual C–g3 |              |            |
| 6.             | Rohrflöte    | 8′         |
| 7.             | Gedacktflöte | 4′         |
| 8.             | Octav        | 2′         |
| 9.             | Quarte       | 1 ⁄3′ + 1′ |
| 10.            | Schalmei     | 8′         |
|                | Tremulant    |            |

| Pedal C–f1 |           |     |
| 11.        | Subbaß    | 16′ |
| 12.        | Principal | 8′  |

- Koppeln: II/I, II/P, I/P